# ميندون (نيويورك)
ميندون (بالإنجليزية: Mendon, New York)‏ هي بلدة أمريكية تقع في الولايات المتحدة في نيويورك (ولاية). يقدر عدد سكانها بـ 9,152 نسمة .

## أعلام
- وارين باريش
- كوين جليسون